# Tit Štante
Tit Štante (ur. 11 października 1998 w Celje) – słoweński snowbordzista specjalizujący się w halfpipe i slopestyle, hokeista, olimpijczyk z Pjongczangu 2018 i z Pekinu 2022.

## Kariera

### Hokej na lodzie
W sezonie 2013/2014 grał w drużynie U18 HK Maribor. W kolejnym sezonie był zawodnikiem drużyny U18 HK Celje. W sezonie 2015/2016 wystąpił w zespołach U19 HK Celje i U18 HK Maribor. W sezonie 2016/2017 zadebiutował w seniorskiej drużynie HK Celje w słoweńskiej Ekstraklasie. W klubie tym grał przez dwa sezony, występując łącznie w 13 meczach. W 2018 zakończył karierę hokeisty.

### Snowboarding
Na arenie międzynarodowej zadebiutował w Pucharze Europy w 2011. W 2013 debiutował w Pucharze Świata. Jego pierwszym dużym seniorskim turniejem międzynarodowym były mistrzostwa świata w 2015. Dwukrotnie wystąpił na igrzyskach olimpijskich - w 2018 i w 2022.

## Udział w zawodach międzynarodowych (snowboarding)
| Impreza                        | Rok   | Gospodarz            | Konkurencja     | Miejsce |                      |      |            |          |     |
| ------------------------------ | ----- | -------------------- | --------------- | ------- | -------------------- | ---- | ---------- | -------- | --- |
| Impreza                        | Rok   | Gospodarz            | Konkurencja     | Miejsce | Igrzyska olimpijskie | 2018 | Pjongczang | halfpipe | 25. |
| 2022                           | Pekin | halfpipe             | 22.             |         | Igrzyska olimpijskie |      |            |          |     |
| Mistrzostwa świata             | 2015  | Kreischberg          | halfpipe        | 24.     |                      |      |            |          |     |
| Mistrzostwa świata             | 2015  | Kreischberg          | slopestyle      | 24.     |                      |      |            |          |     |
| Mistrzostwa świata             | 2017  | Sierra Nevada        | halfpipe        | 19.     |                      |      |            |          |     |
| Mistrzostwa świata             | 2017  | Sierra Nevada        | slopestyle      | 55.     |                      |      |            |          |     |
| Mistrzostwa świata             | 2019  | Park City            | halfpipe        | 16.     |                      |      |            |          |     |
| Mistrzostwa świata             | 2021  | Aspen                | halfpipe        | 27.     |                      |      |            |          |     |
| Mistrzostwa świata juniorów    | 2012  | Sierra Nevada        | halfpipe        | 23.     |                      |      |            |          |     |
| Mistrzostwa świata juniorów    | 2012  | Sierra Nevada        | slopestyle      | 72.     |                      |      |            |          |     |
| Mistrzostwa świata juniorów    | 2013  | Erzurum              | halfpipe        | 17.     |                      |      |            |          |     |
| Mistrzostwa świata juniorów    | 2013  | Erzurum              | slopestyle      | 42.     |                      |      |            |          |     |
| Mistrzostwa świata juniorów    | 2014  | Chiesa in Valmalenco | halfpipe        | 7.      |                      |      |            |          |     |
| Mistrzostwa świata juniorów    | 2014  | Chiesa in Valmalenco | slopestyle      | 17.     |                      |      |            |          |     |
| Mistrzostwa świata juniorów    | 2015  | Yabuli               | halfpipe        | 7.      |                      |      |            |          |     |
| Mistrzostwa świata juniorów    | 2015  | Yabuli               | slopestyle      | 21.     |                      |      |            |          |     |
| Igrzyska olimpijskie młodzieży | 2016  | Lillehammer          | halfpipe        | 03 !    |                      |      |            |          |     |
| Igrzyska olimpijskie młodzieży | 2016  | Lillehammer          | slopestyle      | 10.     |                      |      |            |          |     |
| Igrzyska olimpijskie młodzieży | 2016  | Lillehammer          | snowboard cross | 15.     |                      |      |            |          |     |